# روبرت نيلسون والش
روبرت نيلسون والش هو سياسي كندي، ولد في 6 أكتوبر 1864 في هنتنغدون في كندا، وتوفي في 31 ديسمبر 1938. حزبياً، نشط في حزب كندا المحافظ. وقد انتخب عمدة وانتخب عضو مجلس العموم الكندي.